# Wielka Kolekcja Komiksów DC Comics
Wielka Kolekcja Komiksów DC Comics (WKKDC) – kolekcja komiksów o superbohaterach wydawnictwa DC Comics, wydawana przez Eaglemoss Publications. Każdy tom kolekcji jest zbiorczym wydaniem wydanych już wcześniej kilku zeszytów danej serii komiksowej. W ofercie kolekcji wydawane są również rozszerzone wydania specjalne oraz dostępny dla prenumeratorów zbiór tomów o wybranym superbohaterze. Kolekcja sprzedawana jest w kioskach i salonach prasowych oraz księgarniach komiksowych.
Kolekcja ukazuje się od 2014 roku w Niemczech i Brazylii, od 2015 roku w Wielkiej Brytanii, Francji i Belgii, od 2016 roku w Hiszpanii, Argentynie, Australli, Nowej Zelandii i Polsce, od 2017 roku w Czechach i na Węgrzech. W Polsce publikuje ją polski oddział Eaglemoss Publications, treść jest tłumaczona przez wydawnictwo Egmont Polska. Na grzbiecie każdego tomu znajduje się fragment ilustracji z logiem DC Comics oraz komiksowymi postaciami narysowanymi przez Alexa Rossa.

## Lista tomów
| Tom | Tytuł                                                        | Tytuł oryginału                                     | Zawartość | Data wydania w Polsce |
| --- | ------------------------------------------------------------ | --------------------------------------------------- | --- | --------------------- |
| 1   | Batman: Hush, część 1                                        | Batman: Hush, Part 1                                | Zeszyty Batman (vol. 1) #608-613 (grudzień 2002-maj 2003) oraz pojedyncza historia z Detective Comics (vol. 1) #27 (maj 1939) | 24.08.2016            |
| 2   | Batman: Hush, część 2                                        | Batman: Hush, Part 2                                | Zeszyty Batman (vol. 1) #614-619 (czerwiec-listopad 2003), Wizard: The Comics Magazine (vol. 1) #0 (wrzesień 2003) oraz pojedyncza historia z Detective Comics (vol. 1) #33 (listopad 1939) | 07.09.2016            |
| 3   | Green Arrow: Kołczan, część 1                                | Green Arrow: Quiver, Part 1                         | Zeszyty Green Arrow (vol. 3) #1-5 (kwiecień 2001-sierpień 2001) oraz The Brave and the Bold (vol. 1) #85 (wrzesień 1969) | 21.09.2016            |
| 4   | Green Arrow: Kołczan, część 2                                | Green Arrow: Quiver, Part 2                         | Zeszyty Green Arrow (vol. 3) #6-10 (wrzesień 2001-styczeń 2002) oraz pojedyncze historie z Flash Comics (vol. 1) #86, 92 (sierpień 1947, luty 1948) | 05.10.2016            |
| 5   | Batman: Batman i Syn                                         | Batman: Batman & Son                                | Zeszyty Batman (vol. 1) #655-658, 664-665 (wrzesień-grudzień 2006, maj-czerwiec 2007) oraz pojedyncza historia z Detective Comics (vol. 1) # 411 (maj 1971) | 19.10.2016            |
| 6   | Wonder Woman: Krąg                                           | Wonder Woman: The Circle                            | Zeszyty Wonder Woman (vol. 3) #14-17 (styczeń-kwiecień 2008) oraz Wonder Woman (vol. 1) #98, 105 (maj 1958, kwiecień 1959) | 02.11.2016            |
| 7   | Batman: Długie Halloween, część 1                            | Batman: Long Halloween, Part 1                      | Zeszyty Batman: The Long Halloween #1-6 (grudzień 1996-maj 1997) oraz pojedyncza historia z Detective Comics (vol. 1) #140 (październik 1948) i pojedyncza historia Batman (vol. 1) #181 (czerwiec 1966) | 16.11.2016            |
| 8   | Batman: Długie Halloween, część 2                            | Batman: Long Halloween, Part 2                      | Zeszyty Batman: The Long Halloween #7-13 (czerwiec-grudzień 1997) oraz pojedyncza historia z Detective Comics (vol. 1) #66 (sierpień 1942) | 30.11.2016            |
| 9   | Batman: Śmierć w Rodzinie                                    | Batman: A Death in the Family                       | Zeszyty Batman (vol.1) #426-429 (grudzień 1988-styczeń 1989) oraz Batman (vol.1) #366 (grudzień 1983) | 14.12.2016            |
| 10  | Amerykańska Liga Sprawiedliwości: Ziemia Dwa                 | JLA: Earth 2                                        | Zeszyty JLA: Earth 2 (styczeń 2000) oraz Flash (vol.1) #123 (wrzesień 1961) | 28.12.2016            |
| 11  | Catwoman: Wielki Skok Seliny                                 | Catwoman: Selina’s Big Score                        | Zeszyty Catwoman: Selina's Big Score (wrzesień 2002), Detective Comics (vol.1) #759-762 (sierpień-listopad 2001) oraz pojedyncza historia z Batman (vol. 1) #1 (czerwiec 1940) | 11.01.2017            |
| 12  | Superman: Ostatni syn Kryptona                               | Superman: Last Son of Krypton                       | Zeszyty Action Comics (vol. 1) #844-846, 851 (grudzień 2006-luty 2007, sierpień 2007), Superman Annual (vol.1) #13 (listopad 2007), Action Comics Annual (vol. 1) #11 (czerwiec 2008) oraz Superman (vol.1) #1 (lipiec 1939) | 25.01.2017            |
| 13  | Amerykańska Liga Sprawiedliwości: Wieża Babel                | JLA: Tower of Babel                                 | Zeszyty JLA # 43-46 (lipiec-październik 2000), JLA: Secret Files and Origins #3 (grudzień 2000) oraz The Brave and the Bold (vol.1) #28 (marzec 1960) | 08.02.2017            |
| 14  | Batman: Zagłada Gotham                                       | The Doom That Came to Gotham                        | Zeszyty Batman: The Doom That Came to Gotham #1-3 (listopad 2000-styczeń 2001), pojedyncza historia z Batman: Gotham Knights #36 (luty 2003) oraz The Demon (vol.1) #1 (wrzesień 1972) | 22.02.2017            |
| 15  | Amerykańska Liga Sprawiedliwości: Rok Pierwszy, część 1      | JLA: Year One, Part 1                               | JLA: Year One #1-6 (styczeń-czerwiec 1998) oraz Justice League of America (vol. 1) #9 (luty 1962) | 08.03.2017            |
| 16  | Amerykańska Liga Sprawiedliwości: Rok Pierwszy, część 2      | JLA: Year One, Part 2                               | JLA: Year One #7-12 (lipiec-grudzień 1998) oraz pojedyncza historia z Detective Comics (vol. 1) #225 (listopad 1955) | 22.03.2017            |
| 17  | Harley Quinn: Preludia i fantazje                            | Harley Quinn: Preludes and Knock-knock Jokes        | Zeszyty Harley Quinn (vol. 1) #1-7 (grudzień 2000-czerwiec 2001) oraz Batman Adventures (vol. 1) #12 (wrzesień 1993) | 05.04.2017            |
| 18  | Superman: Człowiek ze Stali                                  | Superman: Man of Steel                              | Zeszyty The Man of Steel (vol. 1) #1-6 (sierpień-październik 1986) oraz pojedyncza historia z Action Comics (vol. 1) #1 (czerwiec 1938) | 19.04.2017            |
| 19  | Lex Luthor: Człowiek ze Stali                                | Lex Luthor: Man of Steel                            | Zeszyty Lex Luthor: Man of Steel #1-5 (maj-wrzesień 2005) oraz pojedyncza historia z Action Comics (vol. 1) #23 (kwiecień 1940) | 02.05.2017            |
| 20  | Amerykańska Liga Sprawiedliwości: Sprawiedliwość, część 1    | Justice, Part 1                                     | Zeszyty Justice #1-6 (październik 2005-sierpień 2006) oraz pojedyncza historia z More Fun Comics #73 (luty 1941) | 17.05.2017            |
| 21  | Amerykańska Liga Sprawiedliwości: Sprawiedliwość, część 2    | Justice, Part 2                                     | Zeszyty Justice #7-12 (wrzesień 2006-lipiec 2007) oraz pojedyncza historia z Whiz Comics #2 (luty 1940) | 31.05.2017            |
| 22  | Odważni i Niezłomni: Władcy Losu                             | The Brave and the Bold: The Lords of Luck           | Zeszyty The Brave and the Bold (vol. 3) #1-6 (kwiecień-listopad 2007) oraz The Brave and the Bold (vol. 1) #50 (listopad 1963) | 14.06.2017            |
| 23  | Green Lantern: Tajna Geneza                                  | Green Lantern: Secret Origin                        | Zeszyty Green Lantern (vol. 4) #29-35 (czerwiec-grudzień 2008) oraz pojedyncza historia z Showcase #22 (październik 1959) | 28.06.2017            |
| 24  | Superman: Śmierć Supermana                                   | Superman: The Death of Superman                     | Zeszyty Superman: The Man of Steel #18-19 (grudzień 1992-styczeń 1993), Justice League America vol. 1 #69 (grudzień 1992), Superman vol. 2 #73-75 (grudzień 1992-styczeń 1993), The Adventures of Superman (vol. 1) #497 (grudzień 1993), Action Comics (vol. 1) #684 (grudzień 1992), fragmenty z Superman: The Man of Steel #17 (listopad 1992), The Adventures of Superman (vol. 1) #496 (listopad 1992), Action Comics (vol. 1) #683 (listopad 1992) i Superman (vol. 2) #73 (listopad 1992) oraz pojedyncza historia z Superman (vol. 1) #21 (marzec 1943) | 12.07.2017            |
| 25  | Flash: Urodzony Sprinter                                     | Flash: Born to Run                                  | Zeszyty Flash (vol. 2) #62-65 (maj-czerwiec 1992), pojedyncza historia z Flash Annual (vol. 2) #8 (1995), pojedyncza historia z Speed Force #1 (listopad 1997), pojedyncza historia z The Flash 80-Page Giant #1 (sierpień 1998) oraz The Flash (vol. 1) #135 (marzec 1963) | 26.07.2017            |
| 26  | Robin: Rok Pierwszy                                          | Robin: Year One                                     | Zeszyty Robin: Year One #1-4 (październik 2000-styczeń 2001) oraz pojedyncza historia z Detective Comics (vol. 1) #38 (sierpień 1940) | 09.08.2017            |
| 27  | Wonder Woman: Raj Utracony                                   | Wonder Woman: Paradise Lost                         | Zeszyty Wonder Woman (vol. 2) #164-169 (styczeń-czerwiec 2001) oraz The New Teen Titans (vol. 1) #38 (styczeń 1984) | 23.08.2017            |
| 28  | Catwoman: Na tropie Catwoman                                 | Catwoman: Trail of the Catwoman                     | Zeszyty Catwoman (vol. 2) #1-4, 6-9 (styczeń-kwiecień, czerwiec-wrzesień 2002) oraz pojedyncza historia z Batman (vol. 1) #62 (grudzień 1950) | 06.09.2017            |
| 29  | Amerykańska Liga Sprawiedliwości: Gwoźdź                     | JLA: The Nail                                       | Zeszyty JLA: The Nail #1-3 (sierpień-październik 1998) oraz pojedyncza historia z Superman (vol. 1) #13 (listopad 1941) | 20.09.2017            |
| 30  | Trójca                                                       | Batman/Superman/Wonder Woman: Trinity               | Zeszyty Batman/Superman/Wonder Woman: Trinity #1-3 (sierpień-październik 2003) oraz pojedyncza historia z World's Finest Comics (vol. 1) #71 (lipiec 1954) | 04.10.2017            |
| 31  | Superman: Brainiac                                           | Superman: Brainiac                                  | Zeszyty Action Comics (vol. 1) #866-870 (sierpień-grudzień 2008), Superman: New Krypton Special (vol.1) #1 (grudzień 2008) oraz pojedyncza historia Action Comics (vol. 1) #242 (lipiec 1958) | 18.10.2017            |
| 32  | Batgirl: Rok Pierwszy                                        | Batgirl: Year One                                   | Zeszyty Batgirl: Year One #1-4 (luty 2003-październik 2003) oraz pojedyncza historia z Batman (vol. 1) #139 (sierpień 1961) | 31.10.2017            |
| 33  | Superman: Tajna Geneza                                       | Superman: Secret Origin                             | Zeszyty Superman: Secret Origin (vol. 1) #1-6 (listopad 2009-październik 2010) oraz pojedyncza historia z Superman (vol. 1) #125 (listopad 1958) | 15.11.2017            |
| 34  | Batman: Narodziny Demona, część 1                            | Batman: Birth of the Demon, Part 1                  | Zeszyty Batman: Son of the Demon (wrzesień 1987), Batman: Bride of the Demon (grudzień 1990) oraz Batman (vol. 1) #232 (czerwiec 1971) | 29.11.2017            |
| 35  | Batman: Narodziny Demona, część 2                            | Batman: Birth of the Demon, Part 2                  | Zeszyty Batman: Birth of the Demon (grudzień 1992) oraz pojedyncza historia z Batman (vol. 1) #235 (wrzesień 1971) | 13.12.2017            |
| 36  | Young Justice: Ich własna liga                               | Young Justice: A League of Their Own                | Zeszyty Young Justice (vol. 1) #1-7 (wrzesień-październik 1998, grudzień 1998-kwiecień 1999) oraz Young Justice: Secret Files and Origins #1 (styczeń 1999) oraz The Flash (vol. 2) #92 (lipiec 1994) | 27.12.2017            |
| 37  | Flash: Wojna Łotrów                                          | Flash: Rogue War                                    | Zeszyty Flash (vol. 2) #220-225 (maj-październik 2005) oraz pojedyncza historia z Showcase #8 (maj 1957) | 10.01.2018            |
| 38  | Batman: Zjawy z przeszłości                                  | Batman: Strange Apparitions                         | Zeszyty Detective Comics (vol. 1) #469-476, 478-479 (maj 1977-marzec 1978, lipiec-wrzesień 1978) oraz pojedyncza historia Detective Comics (vol. 1) #36 (luty 1940) | 24.01.2018            |
| 39  | Superman: Dziedzictwo, część 1                               | Superman: Birthright, Part 1                        | Zeszyty Superman: Birthright #1-6 (wrzesień 2003-marzec 2004) oraz pojedyncza historia z Action Comics (vol. 1) #245 (październik 1958) | 07.02.2018            |
| 40  | Superman: Dziedzictwo, część 2                               | Superman: Birthright, Part 2                        | Zeszyty Superman: Birthright #7-12 (kwiecień-wrzesień 2004) oraz pojedyncza historia z Adventure Comics #271 (kwiecień 1960) | 21.02.2018            |
| 41  | Wonder Woman: Oczy Gorgony                                   | Wonder Woman: Eyes of the Gorgon                    | Zeszyty Wonder Woman (vol. 2) #92, 206-213 (grudzień 1994, wrzesień 2004-kwiecień 2005) | 07.03.2018            |
| 42  | Superman/Batman: Wrogowie Publiczni                          | Superman/Batman: Public Enemies                     | Zeszyty Superman/Batman #1-6 (październik 2003-marzec 2004) oraz pojedyncza historia z Superman (vol.1) #76 (maj 1952) | 21.03.2018            |
| 43  | Plastic Man: Ścigany                                         | Plastic Man: On the Lam                             | Zeszyty Plastic Man #1-6 (luty 2004-lipiec 2004) oraz pojedyncza historia z Police Comics #1 (sierpień 1941) | 04.04.2018            |
| 44  | Green Arrow: Rok Pierwszy                                    | Green Arrow: Year One                               | Zeszyty Green Arrow: Year One #1-6 (wrzesień-listopad 2007) oraz pojedyncza historia z More Fun Comics #73 (listopad 1941) | 18.04.2018            |
| 45  | Nowa Granica, część 1                                        | The New Frontier, Part 1                            | Zeszyty DC: The New Frontier #1-3 (marzec-maj 2004) oraz pojedyncza historia z Adventure Comics #466 (grudzień 1979) | 02.05.2018            |
| 46  | Nowa Granica, część 2                                        | The New Frontier, Part 2                            | Zeszyty DC: The New Frontier #4-6 (czerwiec-listopad 2004) oraz pojedyncza historia z Showcase #17 (grudzień 1958) | 16.05.2018            |
| 47  | Flash: Powrót Barry'ego Allena                               | Flash: The Return of Barry Allen                    | Zeszyty Flash (vol. 2) #74-79 (marzec-sierpień 1993), fragmenty z Flash (vol. 2) #72-73 (styczeń-luty 1993) oraz Superman (vol. 1) #199 (sierpień 1967) | 30.05.2018            |
| 48  | Amerykańska Liga Sprawiedliwości: Kolejny Gwóźdź             | JLA: Another Nail                                   | Zeszyty JLA: Another Nail #1-3 (maj-lipiec 2004) oraz Showcase #34 (październik 1961) | 13.06.2018            |
| 49  | Wonder Woman: Bogowie i śmiertelnicy                         | Wonder Woman: Gods and Mortals                      | Zeszyty Wonder Woman (vol. 2) #1-7 (luty-sierpień 1987) oraz Wonder Woman (vol. 1) #1 (czerwiec 1942) | 27.06.2018            |
| 50  | Superman/Batman: Supergirl                                   | Superman/Batman: Supergirl                          | Zeszyty Superman/Batman #8-13 (maj-październik 2004) oraz Action Comics (vol. 1) #252 (maj 1959) | 11.07.2018            |
| 51  | Batman: Człowiek, który się śmieje/Azyl Arkham               | Batman: The Man Who Laughs/Arkham Asylum            | Zeszyty Batman: The Man Who Laughs (kwiecień 2005), Arkham Asylum – A Serious House on Serious Earth (grudzień 1989) oraz Batman (vol. 1) #327 (wrzesień 1980) | 25.07.2018            |
| 52  | Amerykańska Liga Sprawiedliwości: Nowy Porządek Świata       | JLA: The New World Order                            | Zeszyty JLA #1-4 (styczeń-kwiecień 1997), JLA Secret Files and Origins #1 (wrzesień 1997) oraz Justice League of America #42 (vol. 1) (luty 1966) | 08.08.2018            |
| 53  | Nowi Nastoletni Tytani: Kontrakt Judasza                     | New Teen Titans: The Judas Contract                 | Zeszyty The New Teen Titans (vol. 1) #39-40 (luty-marzec 1984), Tales of the Teen Titans #41-44 (kwiecień-lipiec 1984), Tales of the Teen Titans Annual #3 (czerwiec 1984) oraz The Brave and the Bold (vol. 1) #54 (czerwiec 1964) | 22.08.2018            |
| 54  | Superman: Dla Jutra, część 1                                 | Superman: For Tomorrow, Part 1                      | Zeszyty Superman (vol. 2) #204-209 (czerwiec-listopad 2004) oraz pojedyncza historia z Action Comics (vol. 1) #241 (czerwiec 1958) | 05.09.2018            |
| 55  | Superman: Dla Jutra, część 2                                 | Superman: For Tomorrow, Part 2                      | Zeszyty Superman (vol. 1) #210-215 (grudzień 2004-maj 2005) oraz pojedyncza historia z Action Comics (vol. 1) #283 (grudzień 1961) | 19.09.2018            |
| 56  | Amerykańska Liga Sprawiedliwości: Pragnienie Sprawiedliwości | JLA: Cry for Justice                                | Zeszyty Justice League: Cry for Justice #1-7 (wrzesień 2009-kwiecień 2010) oraz pojedyncza historia z Detective Comics (vol. 1) #248 (luty 1959) | 03.10.2018            |
| 57  | Batman: Pod kapturem                                         | Batman: Under the Hood                              | Zeszyty Batman (vol. 1) #635-641 (luty-sierpień 2005) oraz pojedyncza historia z Detective Comics (vol. 1) #168 (luty 1951) | 17.10.2018            |
| 58  | Green Lantern/Green Arrow: Włóczęga Bohaterów                | Green Lantern/Green Arrow: Hard-Travelling Heroes   | Zeszyty Green Lantern/Green Arrow #76-81 (kwiecień-grudzień 1970) oraz pojedyncza historia z All-American Comics #16 (lipiec 1940) | 31.10.2018            |
| 59  | Superman/Batman: Udręka                                      | Superman/Batman: Torment                            | Zeszyty Superman/Batman #37-42 (sierpień 2007-styczeń 2008) oraz Forever People #1 (marzec 1971) | 14.11.2018            |
| 60  | Punkt Krytyczny                                              | Flashpoint                                          | Zeszyty Flashpoint #1-5 (vol. 2) (lipiec 2011-październik 2011) oraz The Flash #139 (wrzesień 1963) | 28.11.2018            |
| 61  | Batman/Huntress: Zew Krwi                                    | Batman/Huntress: Cry for Blood                      | Zeszyty Batman/Huntress: Cry for Blood (vol. 1) #1-6 (czerwiec-listopad 2000) oraz DC Super Stars Vol. 1 #17 (grudzień 1977) | 12.12.2018            |
| 62  | JLA: Siła wyższa                                             | JLA: Act of God                                     | Zeszyty JLA: Act of God (vol. 1) #1-3 (listopad 2000 roku-styczeń 2001 roku) oraz Brave and the Bold (vol. 1) #30 | 27.12.2018            |
| 63  | Superman: Co się stało z Człowiekiem Jutra?                  | Superman: Whatever happened to the Man of Tomorrow? | Zeszyty Superman (vol. 1) #423 (wrzesień 1986 roku), Action Comics (vol. 1) #583 (wrzesień 1986 roku), DC Comics Presents (vol. 1) #85 (wrzesień 1985 roku) i Superman Annual (vol. 1) #11 (sierpień 1985 roku) oraz Superman (Vol. 1) #30 (wrzesień 1944) | 09.01.2019            |
| 64  | JLA/JSA: Cnota i występek                                    | JLA/JSA: Virtue and Vice                            | Zeszyty JLA/JSA Virtue and Vice (luty 2003 roku) oraz Justice League of America (vol. 1) #21 (sierpień 1963) i More Fun Comics (vol. 1) #55 (maj 1940) | 23.01.2019            |
| 65  | Batman: Czarna rękawica                                      | Batman: The Black Glove                             | Zeszyty Batman (vol. 1) #667-669, #672-675 (sierpień-październik 2007 roku i luty-maj 2008 roku) oraz Detective Comics (vol.1) #110 (kwiecień 1946) | 06.02.2019            |
| 66  | Potwór z bagien, część 1                                     | Swamp Thing, Part 1                                 | Zeszyty Swamp Thing (vol. 1) #21-27 (luty-lipiec 1984 roku) oraz House of Secrets vol.1 #92 (lipiec 1971) | 20.02.2019            |
| 67  | Superman/Batman: Legendy najlepszych na świecie              | Superman/Batman: World's Finest                     | Zeszty Legends of the World’s Finest vol.1 #1–3 (luty-kwiecień 1994 roku) oraz World's Finest vol.1 #88 (czerwiec 1957) | 06.03.2019            |
| 68  | Green Lantern: Zemsta Green Lanternów                        | Green Lantern: Revenge of the Green Lanterns        | Zeszyty Green Lantern vol. 4 #7–13 (luty – sierpień 2006 roku) oraz DC Comics Presents vol. 1 #27 (listopada 1980) | 20.03.2019            |
| 69  | Superman/Shazam: Pierwszy grom                               | Superman/Shazam: First Thunder                      | Zeszyty Superman/Shazam: First Thunder vol. 1 #1-4 (listopad 2005 roku – luty 2006 roku) oraz Superman vol.1 #276 (czerwiec 1974) | 03.04.2019            |
| 70  | JSA: Złoty wiek                                              | The Golden Age                                      | Zeszyty The Golden Age Vol.1 #1-4 (1993-1994 rok) oraz Justice League of America vol. 1 #22 (wrzesień 1963) | 17.04.2019            |
| 71  | JLI: Międzynarodowa Liga Sprawiedliwości, część 1            | Justice League International, Part 1                | Zeszyty Justice League vol.1 #1-6 (maj-październik 1987) oraz Justice League International vol. 1 #7 (listopad 1987) | 02.05.2019            |
| 72  | Potwór z Bagien, część 2                                     | Swamp Thing, Part 2                                 | Zeszyty The Saga of the Swamp Thing vol. 2 #28-34 (wrzesień – marzec 1985) oraz Swamp Thing vol.1 #1 (listopad 1972) | 15.05.2019            |
| 73  | Green Lantern: Poszukiwany Hal Jordan                        | Green Lantern: Wanted Hal Jordan                    | Zeszyty Green Lantern vol. 4 #14-20 (wrzesień 2006 roku – lipiec 2007) oraz Green Lantern vol.1 #16 (październik 1962) | 29.05.2019            |
| 74  | Superman i Legion Superbohaterów                             | Superman and the Legion of Super-Heroes             | Zeszyty Action Comics (1938) #858-863 (grudzień 2007 – maj 2008) oraz Adventure Comics (1938) #247 (kwiecień 1958) | 12.06.2019            |
| 75  | Nastoletni Tytani: Przyszłość jest teraz                     | Teen Titans: The Future is Now                      | Zeszyty Teen Titans/Legion Special (2004) #1 (listopad 2004), Teen Titans (2003) #16-23 (listopad 2004 – czerwiec 2005) oraz The Brave and the Bold (1955) #60 (lipiec 1965) | 26.06.2019            |
| 76  | Batman: Dynastia Mrocznego Rycerza                           | Batman: Dark Knight Dynasty                         | Zeszyty Batman: Dark Knight Dynasty (listopad 1997) oraz The Flash vol.1 #137 (czerwiec 1963) | 10.07.2019            |
| 77  | Flash: Błyskawica w butelce                                  | The Flash: Lightning in the Bottle                  | Zeszyty The Flash: The Fastest Man Alive vol. 1 #1-6 (sierpień 2006 – styczeń 2007) oraz Impulse vol. 1 #1 (kwiecień 1995) | 24.07.2019            |
| 78  | JLI: Międzynarodowa Liga Sprawiedliwości, część 2            | Justice League International, Part 2                | Zeszyty Justice League vol.1 #8-12 (grudzień 1987 – kwiecień 1988) oraz Mister Miracle vol.1 #1 (kwiecień 1971) | 07.08.2019            |
| 79  | Superman: Kryzys Szkarłatnego Kryptonitu                     | Superman: Krisis of the Krimson Kryptonite          | Zeszyty Superman vol.2 #49–50, Adventures of Superman vol.1 #472–473, Action Comics vol.1 #659–660 (listopad-grudzień 1990) oraz Starman vol.1 #28 (listopad 1990) | 21.08.2019            |
| 80  | Hawkman: Wieczny lot                                         | Hawkman: Endless Flight                             | Zeszyty Hawkman (vol. 4) #1-6 (maj-październik 2002), Hawkman Secret Files and Origins (vol. 1) #1 (październik 2012) oraz Flash Comics (vol. 1) #1 (styczeń 1940) | 04.09.2019            |

### Wydania specjalne
| Tom | Tytuł             | Tytuł oryginału | Zawartość                                                                                                 | Data wydania w Polsce |
| --- | ----------------- | --------------- | --- | --------------------- |
| 1   | Kryzys Tożsamości | Identity Crisis | Zeszyty Identity Crisis #1-7 (sierpień 2004-luty 2005), Flash (vol. 2) #214-217 (listopad 2004-luty 2005) | 30.11.2016            |

## Tomy niewydane w Polsce
| Tytuł                                           | Zawartość | Kraj wydania                                                     |
| ----------------------------------------------- | --- | ---------------------------------------------------------------- |
| Arkham Asylum: Living Hell                      | Zeszyty Arkham Asylum: Living Hell #1-6 (czerwiec-grudzień 2003) | Belgia, Francja                                                  |
| Aquaman: The Trench                             | Zeszyty Aquaman (vol. 7) #1-6 (listopad 2011-kwiecień 2012) | Belgia, Francja                                                  |
| Batman: Broken City                             | Zeszyty Batman (vol. 1) #620-625 (grudzień 2003-maj 2004) | Belgia, Francja                                                  |
| Batman: Dark Victory, Part 1                    | Zeszyty Batman: The Dark Victory #0-6 (listopad 1999-maj 2000) | Belgia, Francja                                                  |
| Batman: Dark Victory, Part 2                    | Zeszyty Batman: The Dark Victory #7-13 (czerwiec-grudzień 2000) | Belgia, Francja                                                  |
| Batman: Death of the Family                     | Zeszyty Batman (vol. 2) #13-17 (grudzień 2012-kwiecień 2013) | Belgia, Francja                                                  |
| Batman: Detective, Part 1                       | Zeszyty Detective Comics (vol.1) #821-823 (wrzesień-listopad 2006) | Hiszpania                                                        |
| Batman: Detective, Part 2                       | Zeszyty Detective Comics (vol.1) #824-826 (grudzień 2006-luty 2007) | Hiszpania                                                        |
| Batman: Year One                                | Zeszyty Batman (vol. 1) #404-407 (luty-maj 1987) oraz Batman: The Man Who Laughs (kwiecień 2005) | Belgia, Francja                                                  |
| Batman: The City of Owls                        | Zeszyty Batman (vol. 2) #8-12 (czerwiec-październik 2012) oraz Batman Annual (vol. 2) #1 (czerwiec 2012) | Belgia, Francja                                                  |
| Batman: The Court of Owls                       | Zeszyty Batman (vol. 2) #1-7 (listopad 2011-maj 2012) | Belgia, Francja                                                  |
| Batman: The Dark Knight Returns                 | Zeszyty Batman: The Dark Knight Returns #1-4 (luty-czerwiec 1986) | Belgia, Francja                                                  |
| Batman: The Killing Joke                        | Zeszyty Batman: The Killing Joke (maj 1988) oraz Joker (grudzień 2008) | Belgia, Francja                                                  |
| Batman Odyssey, Part 1                          | Zeszyty Batman: Odyssey (vol. 1) #1-6 (wrzesień 2010-luty 2011) oraz pojedyncza historia z Detective Comics (vol. 1) #32 (październik 1939) | Argentyna, Australia, Czechy, Niemcy, Hiszpania, Wielka Brytania |
| Batman Odyssey, Part 2                          | Zeszyty Batman: Odyssey (vol. 2) #1-7 (grudzień-czerwiec 2012) oraz pojedyncza historia z Batman (vol. 1) #35 (czerwiec 1946) | Argentyna, Australia, Czechy, Niemcy, Hiszpania, Wielka Brytania |
| Batman R.I.P                                    | Zeszyty Batman (vol. 1) #676-681 (czerwiec-grudzień 2008) oraz pojedyncza historia z Batman (vol. 1) #156 (czerwiec 1963) | Brazylia                                                         |
| Batman: Vengeance of Bane                       | Zeszyty Batman: Vengeance of Bane #1 (styczeń 1993), Batman: Bane of the Demon #1-4 (marzec-czerwiec 1998), pojedyncza historia z Countdown to Final Crisis #7 (marzec 2008) | Belgia, Francja                                                  |
| Batman & The Outsiders                          | Zeszyty Batman and the Outsiders (vol .1) #1-4, The Brave and the Bold (vol .1) #200 oraz Black Lightning (vol. 1) #1 (kwiecień 1977) | Argentyna, Czechy, Niemcy, Hiszpania, Wielka Brytania            |
| Batwoman: Elegy                                 | Zeszyty Detective Comics (vol. 1) #854-860 (sierpień 2009-luty 2010) | Belgia, Francja                                                  |
| Catwoman: When in Rome                          | Zeszyty Catwoman: When in Rome #1-6 (listopad 2004-sierpień 2005) | Belgia, Francja, Niemcy                                          |
| Earth 2: The Gathering                          | Zeszyty Earth 2 #1-6, 0 (kwiecień 2012-styczeń 2013) oraz DC Universe Presents #0 (listopad 2012) | Belgia, Francja                                                  |
| Earth 2: Secrets and Origins                    | Zeszyty Earth 2 #7-12 (luty-lipiec 2013) oraz Earth 2 Annual #1 (lipiec 2013) | Belgia, Francja                                                  |
| Emperor Joker, Part 1                           | Zeszyty Superman (vol. 2) #160 (wrzesień 2000), The Adventures of Superman #582 (wrzesień 2000), Superman: Man of Steel #104 (wrzesień 2000), Action Comics (vol. 1) #769 (wrzesień 2000) oraz Superman: Emperor Joker (wrzesień 2000)                                                                       | Belgia, Francja                                                  |
| Emperor Joker, Part 2                           | Zeszyty Emperor Joker #1 (październik 2000), Superman (vol. 2) #161 (październik 2000), The Adventures of Superman #583 (październik 2000), Superman: Man of Steel #105 (październik 2000) oraz Action Comics (vol. 1) #770 (październik 2000)                                                               | Belgia, Francja                                                  |
| Flash: Gorilla Warfare                          | Zeszyty Flash (vol. 4) #13-19 (grudzień 2012-czerwiec 2013) | Belgia, Francja                                                  |
| Flash: In Reverse                               | Zeszyty Flash (vol. 4) #20-25, 23.2 (lipiec 2013-styczeń 2014, listopad 2013) | Belgia, Francja                                                  |
| Flash: Move Forward                             | Zeszyty Flash (vol. 4) #1-7 (listopad 2011-maj 2012) | Belgia, Francja                                                  |
| Flash: Speed of Darkness                        | Zeszyty Flash (vol. 4) #0, 9-12 (listopad, czerwiec 2012-październik 2012) oraz Flash Annual (vol. 4) #1 (październik 2012) | Belgia, Francja                                                  |
| Flash: Terminal Velocity                        | Zeszyty Flash (vol. 2) #95-100 (grudzień 1994-kwiecień 1995) oraz The Flash (vol. 1) #125 (grudzień 1961) | Australia, Czechy, Niemcy, Wielka Brytania                       |
| Green Arrow: Broken                             | Zeszyty Green Arrow (vol. 5) #26-34 (luty-październik 2014) | Belgia, Francja                                                  |
| Green Arrow: The Killing Machine                | Zeszyty Green Arrow (vol. 5) #17-23, 23.1: Count Vertigo, 24 (kwiecień-grudzień 2013) | Belgia, Francja                                                  |
| Green Arrow: The Lonbow Hunters                 | Zeszyty Green Arrow: The Longbow Hunters #1-3 (sierpień-październik 1987) oraz pojedyncza historia Adventure Comics #256 (styczeń 1959) | Niemcy, Brazylia, Wielka Brytania                                |
| Green Lantern: Emerald Twilight/New Dawn        | Zeszyty Green Lantern (vol. 3) #48-54 (styczeń-wrzesień 1994) oraz DC Comics Presents (vol. 1) #27 (listopad 1980) | Brazylia, Niemcy, Wielka Brytania                                |
| Harley Quinn: Hot in the City                   | Zeszyty Harley Quinn (vol. 2) #0-8 (styczeń-wrzesień 2014) | Belgia, Francja                                                  |
| Justice League: Origin                          | Zeszyty Justice League (vol. 2) #1-6 (listopad 2011-kwiecień 2012) | Belgia, Francja                                                  |
| Justice League: Throne of Atlantis              | Zeszyty Justice League (vol. 2) #13-17 (grudzień 2012-kwiecień 2013) oraz Aquaman #14-16 (styczeń-marzec 2013) | Belgia, Francja                                                  |
| Justice League: The Villain's Journey           | Zeszyty Justice League (vol. 2) #7-12 (maj 2012-październik 2012) | Belgia, Francja                                                  |
| Justice League: Rise & Fall                     | Zeszyty Justice League: Rise and Fall Special (maj 2010), Green Arrow and Black Canary #31-32 (maj-czerwiec 2010), Justice League: The Rise of Arsenal #1-4 (maj-sierpień 2010) oraz pojedyncza historia z More Fun Comics #89 (marzec 1943)                                                                 | Australia, Czechy, Niemcy, Wielka Brytania                       |
| JSA: Justice Be Done                            | Zeszyty JSA #1-4 (sierpień-listopad 1999) oraz More Fun Comics #52 (luty 1940) | Australia, Czechy, Niemcy, Wielka Brytania                       |
| Kingdom Come, Part 1                            | Zeszyty Kingdom Come # 1-4 (maj-czerwiec 1996) oraz More Fun Comics #55 (maj 1940) | Belgia, Czechy, Francja, Niemcy                                  |
| Kingdom Come, Part 2                            | Zeszyty Kingdom Come # 1-4 (lipiec-sierpień 1996) oraz All-Star Comics #3 (grudzień 1940) | Belgia, Czechy, Francja, Niemcy                                  |
| Legends                                         | Zeszyty Legends #1-6 (listopad 1986-kwiecień 1987) oraz Firestorm (vol. 1) #1 (marzec 1978) | Czechy, Belgia, Francja, Niemcy                                  |
| Legion of Super-Heroes: The Great Darkness Saga | Zeszyty Legion of Super-Heroes (vol. 1) #290-294 (sierpień-grudzień 1982) oraz pojedyncza historia z Adventure Comics #300 (wrzesień 1962) | Australia, Czechy, Niemcy, Wielka Brytania                       |
| Lobo: Portrait of a Bastich                     | Zeszyty Lobo (vol. 1) #1-4 (listopad 1990-luty 1991) oraz Lobo's Back #1-4 (maj 1992-październik 1992) | Belgia, Francja                                                  |
| Lobo: Unbound                                   | Zeszyty Lobo Unbound #1-6 (sierpień 2003-maj 2004) i Omega Men (vol. 1) #3 (czerwiec 1983) | Brazylia, Niemcy, Wielka Brytania                                |
| The New Gods, Part 1                            | Zeszyty New Gods (vol. 1) #1-6 (marzec 1971-styczeń 1972) oraz pojedyncza historia z Tales of the Unexpected #16 (sierpień 1957) | Australia, Czechy, Niemcy, Wielka Brytania                       |
| The New Gods, Part 2                            | Zeszyty New Gods (vol. 1) 7-11 (marzec 1972-listopad 1972) oraz pojedyncza historia z Detective Comics (vol. 1) #64 (czerwiec 1942) | Australia, Czechy, Niemcy, Wielka Brytania                       |
| New Teen Titans: Birth of the Titans            | Zeszyty DC Comics Presents (vol. 1) #26 (listopad 1980), The New Teen Titans (vol. 1) #1-6 (listopad 1980-kwiecień 1981) oraz pojedyncza historia z Doom Patrol (vol. 1) #99 (listopad 1965) | Australia, Czechy, Niemcy, Wielka Brytania                       |
| Nightwing: Trap and Trapezes                    | Zeszyty Nightwing (vol. 3) #1-7 (listopad 2011-maj 2012) | Belgia, Francja                                                  |
| Nightwing: Night of Owls                        | Zeszyty Nightwing (vol. 3) #0, 8-12 (listopad 2012, czerwiec-październik 2012) | Belgia, Francja                                                  |
| Penguin: Pain and Prejudice                     | Zeszyty Penguin: Pain and Prejudice #1-5 (grudzień 2011-kwiecień 2012) oraz Joker's Asylum: Penguin #1 (wrzesień 2008) | Belgia, Francja                                                  |
| Shazam!: Origin                                 | Fragmenty z Justice League (vol. 2) #0, 7–11, 14-16, 18-21 (listopad 2012, maj-wrzesień 2012, styczeń-marzec 2013, maj-sierpień 2013) | Belgia, Francja                                                  |
| Superman and the Men of Steel                   | Zeszyty Action Comics (vol. 2) #1-4, 7-8 (listopad 2011-luty 2012, maj-czerwiec 2012) | Belgia, Francja                                                  |
| Superman: Earth One, Part 1                     | Zeszyt Superman: Earth One #1 (grudzień 2010) | Hiszpania                                                        |
| Superman: Earth One, Part 2                     | Zeszyt Superman: Earth One #2 (grudzień 2012) | Hiszpania                                                        |
| Superman: Panic in the Sky!                     | Zeszyty Action Comics (vol. 1) #674-675 (luty-marzec 1992), Superman: The Man of Steel #9-10 (marzec-kwiecień 1992), Superman (vol. 2) #65-66 (marzec-kwiecień 1992), Adventures of Superman (vol. 1) #488-489 (marzec-kwiecień 1992) oraz pojedyncza historia z Action Comics (vol. 1) #544 (czerwiec 1983) | Australia, Czechy, Niemcy, Wielka Brytania                       |
| Superman: Red Son                               | Zeszyty Superman: Red Son #1-3 (czerwiec-sierpień 2003) | Belgia, Francja                                                  |
| Superman & Batman: Generations                  | Zeszyty Superman & Batman Generations (vol. 1) #1-4 (styczeń-marzec 1999) oraz pojedyncza historia z World’s Finest (vol. 1) #94 (czerwiec 1958) | Australia, Czechy, Niemcy, Wielka Brytania                       |
| Superman/Batman: Absolute Power                 | Zeszyty Superman/Batman #14-18 (styczeń-czerwiec 2005) oraz pojedyncza historia z World's Finest (vol. 1) #88 (maj 1957) | Brazylia                                                         |
| Superman/Batman: The Enemies Among Us           | Zeszyty Superman/Batman #28-33 (wrzesień 2006-marzec 2007) oraz Justice League of America (vol. 1) #1 (listopad 1960) | Brazylia                                                         |
| Superman/Batman: With a Vengeance!              | Zeszyty Superman/Batman #20-25 (czerwiec 2005-maj 2006) oraz pojedyncza historia z World's Finest (vol. 1) #94 (czerwiec 1958) | Brazylia                                                         |
| Superman/Wonder Woman: Power Couple             | Zeszyty Superman/Wonder Woman #1-6 (grudzień 2013-czerwiec 2014) | Belgia, Francja                                                  |
| Teen Titans: The Return of Donna Troy           | Zeszyty DC Special: The Return of Donna Troy #1-4 (sierpień-październik 2005) oraz Teen Titans (vol. 1) #1 (luty 1966) | Australia, Czechy, Niemcy, Wielka Brytania                       |
| Teen Titans: A Kid's Game                       | Zeszyty Teen Titans (vol. 3) #1-7 (wrzesień 2003-marzec 2004) oraz pojedyncza historia z The Flash (vol. 1) #110 (styczeń 1960) | Australia, Czechy, Niemcy, Wielka Brytania                       |
| Time Masters: Vanishing Point                   | Zeszyty Time Masters: Vanishing Point #1-6 (wrzesień-luty 2010) oraz Time Masters #1 (luty 1990) | Australia, Czechy, Niemcy, Wielka Brytania                       |
| Wonder Woman: Amazons Attack!, Part 1           | Zeszyty Wonder Woman (vol. 3) #6-10 (maj-sierpień 2007), Amazons Attack! #1-2 (czerwiec-lipiec 2007) oraz Wonder Woman (vol. 1) #183 (sierpień 1969) | Australia, Czechy, Niemcy, Hiszpania, Wielka Brytania            |
| Wonder Woman: Amazons Attack!, Part 2           | Zeszyty Wonder Woman (vol. 3) #11-12 (wrzesień-październik 2007), Amazons Attack! #3-6 (sierpień-październik 2007) oraz Wonder Woman (vol. 1) #184 (październik 1969) | Australia, Czechy, Niemcy, Hiszpania, Wielka Brytania            |
| Wonder Woman: Odyssey, Part 1                   | Zeszyty Wonder Woman (vol. 1) #600-607 (sierpień 2010-marzec 2011) | Belgia, Francja, Niemcy                                          |
| Wonder Woman: Odyssey, Part 2                   | Zeszyty Wonder Woman (vol. 1) #608-614 (kwiecień 2011-październik 2011) | Belgia, Francja, Niemcy                                          |

### Wydania specjalne
| Tytuł                                                           | Zawartość | Kraj wydania                                      |
| --------------------------------------------------------------- | --- | ------------------------------------------------- |
| 52: Volume 1                                                    | Zeszyty 52 #1-26 (maj-listopad 2006) | Australia, Wielka Brytania                        |
| Batman: Gotham After Midnight                                   | Zeszyty Batman: Gotham After Midnight (lipiec 2008-czerwiec 2009) | Niemcy                                            |
| Batman by Neal Adams, Part 1                                    | Zeszyty World's Finest (vol. 1) #175-176 (maj-czerwiec 1968), The Brave and the Bold (vol. 1) #79-86 (wrzesień 1968-listopad 1969), Detective Comics (vol. 1) #395, 397 (styczeń, marzec 1970), pojedyncza historia z Batman (vol. 1) #219 (luty 1970) | Argentyna                                         |
| Batman by Neal Adams, Part 2                                    | Zeszyty Detective Comics (vol. 1) #400, 402, 404, 407-408, 410 (czerwiec, sierpień, październik 1970, styczeń-luty, kwiecień 1971), The Brave and the Bold (vol. 1) #93 (styczeń 1971), Power Records #27, 30 (1975), Batman (vol.1) #232, 234, 237, 243-245, 251, 255 (czerwiec, sierpień, grudzień 1971, sierpień-październik 1972, wrzesień 1973, kwiecień 1974) | Argentyna                                         |
| Batman: No Man's Land, Part 1                                   | Zeszyty Batman: No Man’s Land #1 (marzec 1999), Batman (vol. 1) # 563-565 (marzec-maj 1999), Detective Comics (vol. 1) #730-732 (marzec-maj 1999), Batman: Shadow of the Bat #83-85 (marzec-maj 1999), Batman: Legends of the Dark Knight #116-117 (kwiecień-maj 1999), pojedyncza historia z The Batman Chronicles #16 (marzec 1999), Azrael: Agent of the Bat #52 (maj 1999) | Belgia, Francja, Brazylia                         |
| Batman: No Man's Land, Part 2                                   | Zeszyty Young Justice Special (lipiec 1999), Batman (vol. 1) #566-567 (czerwiec-lipiec 1999), Detective Comics (vol. 1) #733-734 (czerwiec-lipiec 1999), Batman: Shadow of the Bat #86-87(czerwiec-lipiec 1999), Batman: Legends of the Dark Knight #118-119 (czerwiec-lipiec 1999), pojedyncza historia z The Batman Chronicles #16 (marzec 1999), Azrael: Agent of the Bat #53-55 (czerwiec-sierpień 1999) | Belgia, Francja, Brazylia                         |
| Batman: No Man's Land, Part 3                                   | Zeszyty Batman (vol. 1) #568 (sierpień 1999), Detective Comics (vol. 1) #735 (sierpień 1999), Batman: Shadow of the Bat #88 (sierpień 1999), Batman: Legends of the Dark Knight #120 (sierpień 1999), The Batman Chronicles #17 (marzec 1999), Azrael: Agent of the Bat #56-57 (wrzesień-listopad 1999), Nightwing (vol. 2) #35-37 (wrzesień-listopad 1999), Catwoman (vol. 2) #72-74 (wrzesień-listopad 1999) | Belgia, Francja, Brazylia                         |
| Batman: No Man's Land, Part 4                                   | Zeszyty Robin (vol. 4) #68-70 (wrzesień-listopad 1999), Batman (vol. 1) #569-570 (wrzesień-październik 1999), Detective Comics (vol. 1) #736-737 (wrzesień-październik 1999), Batman: Shadow of the Bat #89-90 (wrzesień-listopad 1999), Batman: Legends of the Dark Knight #121-122 (wrzesień-październik 1999), Batman: Harley Quinn (październik 1999), Batman: No Man's Land Secret Files and Origins #1 (grudzień 1999), Azrael: Agent of the Bat #58 (listopad 1999)                                             | Belgia, Francja, Brazylia                         |
| Batman: No Man's Land, Part 5                                   | Zeszyty Batman (vol. 1) #571-572 (listopad-grudzień 1999), Detective Comics (vol. 1) #738-739 (listopad-grudzień 1999), Batman: Legends of the Dark Knight #123-125 (listopad 1999-styczeń 2000), Batman: Shadow of the Bat #91-93 (listopad 1999-styczeń 2000), Nightwing (vol. 2) #38-39 (grudzień 1999-styczeń 2000), Robin (vol. 4) #71-72 (grudzień 1999-styczeń 2000), Batman: Day of Judgment #1 (listopad 1999), Catwoman (vol. 2) #75 (grudzień 1999), Azrael: Agent of the Bat #59 (grudzień 1999)           | Belgia, Francja, Brazylia                         |
| Batman: No Man's Land, Part 6                                   | Zeszyty Batman: No Man's Land #0 (grudzień 1999), Nightwing (vol. 2) #38-39 (grudzień 1999-styczeń 2000), Catwoman (vol. 2) #76-77 (styczeń-luty 2000),Robin (vol. 4) #73 (luty 1999), Batman (vol. 1) #573-574 (styczeń-luty 2000), Detective Comics (vol. 1) #740-741 (styczeń-luty 2000), Batman: Shadow of the Bat #94 (luty 2000), Batman: Legends of the Dark Knight #126 (luty 2000), Azrael: Agent of the Bat #60-61 (styczeń-luty 2000)                                                                       | Belgia, Francja, Brazylia                         |
| Brightest Day, Part 1                                           | Zeszyty Brightest Day #0-12 (czerwiec-grudzień 2010) | Niemcy, Wielka Brytania                           |
| Brightest Day, Part 2                                           | Zeszyty Brightest Day #13-24 (styczeń-czerwiec 2011) | Niemcy, Wielka Brytania                           |
| Cosmic Odyssey/Invasion!                                        | Zeszyty Cosmic Odyssey #1-4 (grudzień 1988-marzec 1989), Invasion! #1-3 (styczeń-marzec 1989) | Hiszpania, Argentyna                              |
| Checkmate, Part 1                                               | Zeszyty Checkmate (vol. 2) #1-16 (czerwiec 2006-wrzesień 2007) | Australia, Wielka Brytania                        |
| Checkmate, Part 2                                               | Zeszyty Checkmate (vol. 2) #17-31 (październik 2007-grudzień 2008) | Australia, Wielka Brytania                        |
| Earth One: Wonder Woman, Green Lantern, Teen Titans             | Zeszyty Wonder Woman: Earth One #1 (czerwiec 2016), Green Lantern: Earth One #1 (maj 2018) oraz Teen Titans: Earth One #1 (styczeń 2015) | Australia, Wielka Brytania                        |
| Crisis on Infinite Earths                                       | Zeszyty Crisis on Infinite Earths #1-12 (kwiecień 1985-marzec 1986) | Australia, Czechy, Niemcy, Węgry, Wielka Brytania |
| DC Universe Legacies                                            | Zeszyty DC Universe: Legacies #1-10 (lipiec 2010-kwiecień 2011) | Australia, Niemcy, Wielka Brytania                |
| Final Crisis                                                    | Zeszyty Final Crisis #1-7 (maj 2008-marzec 2009), Final Crisis: Superman Beyond #1-2 (październik 2008-marzec 2009), Final Crisis: Requiem (wrzesień 2008), Final Crisis: Submit #1 (grudzień 2008), Final Crisis: Secret Files (luty 2009) | Australia, Czechy, Niemcy, Węgry, Wielka Brytania |
| Flash by Mark Waid, Part 1                                      | Zeszyty Flash (vol. 2) #62-78 (maj 1992-lipiec 1993), Flash Annual (vol. 2) #5 (sierpień 1992), Green Lantern (vol. 3) #30-31 (październik 1992), The Flash 80-Page Giant #1 (sierpień 1998) | Hiszpania                                         |
| Flash by Mark Waid, Part 2                                      | Zeszyty Flash (vol. 2) #79-91 (sierpień 1993-czerwiec 1994), Flash Annual (vol. 2) #6 (lipiec 1993), Justice League Quarterly #6, 8-9 (marzec 1992, wrzesień, grudzień 1992) | Hiszpania                                         |
| Flash by Mark Waid, Part 3                                      | Zeszyty Flash (vol. 2) #0, 92-107 (październik, lipiec 1994-listopad 1995) oraz Flash Annual (vol. 2) #8 (sierpień 1995) | Hiszpania                                         |
| Gotham Central, Part 1                                          | Zeszyty Gotham Central #1-20 (luty 2003-sierpień 2004) | Niemcy                                            |
| Gotham Central, Part 2                                          | Zeszyty Gotham Central #21-40 (wrzesień 2004-kwiecień 2006) | Niemcy                                            |
| Green Lantern by Geoff Johns, Part 1: The Sinestro Corps War    | Zeszyty Green Lantern (vol. 4) #21-25 (wrzesień 2007-styczeń 2008), Green Lantern Corps (vol. 2) #14-19 (wrzesień 2007-luty 2008), Green Lantern: Sinestro Corps Special #1 (sierpień 2007), Tales of the Sinestro Corps: Paralax #1 (listopad 2007), Tales of the Sinestro Corps: Cyborg Superman #1 (grudzień 2007), Tales of the Sinestro Corps: Superman Prime #1 (grudzień 2007) oraz Tales of the Sinestro Corps: Ion #1 (styczeń 2008)                                                                          | Australia, Niemcy, Wielka Brytania                |
| Green Lantern by Geoff Johns, Part 2: Prelude to Blackest Night | Zeszyty Green Lantern (vol. 4) #26-28, 36-42 (luty-marzec 2008, grudzień 2008-sierpień 2009), Final Crisis: Rage of the Red Lanterns (grudzień 2008), Green Lantern Corps (vol. 2) #29-39 (grudzień 2008-październik 2009) | Australia, Niemcy, Wielka Brytania                |
| Green Lantern by Geoff Johns, Part 3: Blackest Night            | Zeszyty Green Lantern (vol. 4) #43-52 (wrzesień 2009-maj 2010), Blackest Night #0-8 (lipiec 2009-maj 2010) | Australia, Niemcy, Wielka Brytania                |
| Green Lantern by Geoff Johns, Part 4: Brightest Day             | Zeszyty Green Lantern (vol. 4) #53-62 (czerwiec 2010-marzec 2011), Green Lantern Corps (vol. 2) #47-57 (czerwiec 2010-kwiecień 2011) | Australia, Niemcy, Wielka Brytania                |
| Green Lantern by Geoff Johns, Part 5: War of the Green Lanterns | Zeszyty Green Lantern (vol. 4) #63-67 (kwiecień-sierpień 2011), Green Lantern Corps (vol. 2) #58-63 (maj-październik 2011), Green Lantern: Emerald Warriors #8-13 (maj-październik 2011), War of the Green Lanterns: Aftermath #1-2 (wrzesień-październik 2011) | Australia, Niemcy, Wielka Brytania                |
| Infinite Crisis                                                 | Zeszyty Infinite Crisis #1-7 (grudzień 2005-czerwiec 2006), Infinite Crisis Secret Files and Origins (kwiecień 2006), Superman (vol. 2)#226 (kwiecień 2006), Action Comics (vol. 1) #836 (kwiecień 2006), Adventures of Superman (vol. 1) #649 (kwiecień 2006) | Australia, Czechy, Niemcy, Węgry, Wielka Brytania |
| Invasion!                                                       | Zeszyty Invasion! #1-3 (styczeń-marzec 1989), Justice League International #22 (styczeń 1989), Wonder Woman (vol.2) #25 (grudzień 1988), Superman (vol.2) #26 (grudzień 1988), Doom Patrol (vol.2) #17 (styczeń 1989), Power of the Atom #7 (grudzień 1988), Detective Comics (vol. 1) #595 (styczeń 1989) | Australia, Niemcy, Wielka Brytania                |
| Legends/Millenium                                               | Zeszyty Legends 1-6 (listopad 1986-kwiecień 1987), Millennium #1-8 (styczeń 1988-luty 1988) | Hiszpania, Argentyna                              |
| One Million, Part 1                                             | Zeszyty DC One Million #1-3 (listopad 1998), Superman: The Man of Steel #1.000.000 (listopad 1998), Superman (vol. 2) #1.000.000 (listopad 1998), Batman: Shadow of the Bat #1.000.000 (listopad 1998), Nightwing (vol. 2) #1.000.000 (listopad 1998), Detective Comics (vol. 1) #1.000.000 (listopad 1998), Starman (vol. 2) #1.000.000 (listopad 1998), JLA #1.000.000 (listopad 1998), Batman (vol. 1) #1.000.000 (listopad 1998) oraz Catwoman (vol. 2) #1.000.000 (listopad 1998)                                 | Australia, Niemcy, Wielka Brytania                |
| One Million, Part 2                                             | Zeszyty Robin (vol. 4) #1.000.000 (listopad 1998), Wonder Woman (vol. 2) #1.000.000 (listopad 1998), The Power of SHAZAM! #1.000.000 (listopad 1998), The Flash (vol. 2) #1.000.000 (listopad 1998), Aquaman (vol. 5) #1.000.000 (listopad 1998), Action Comics (vol. 1) #1.000.000 (listopad 1998), Adventures of Superman (vol. 1) #1.000.000 (listopad 1998), Superman: The Man of Tomorrow #1.000.000 (listopad 1998), Resurrection Man (vol. 1) #1.000.000 (listopad 1998) oraz DC One Million #4 (listopad 1998) | Australia, Niemcy, Wielka Brytania                |
| Solo, Part 1                                                    | Zeszyty Solo #1-6 (grudzień 2004-październik 2005) | Australia, Wielka Brytania                        |
| Solo, Part 2                                                    | Zeszyty Solo #7-12 (grudzień 2005-październik 2006) | Australia, Wielka Brytania                        |
| Superman: Earth One                                             | Zeszyty Superman: Earth One #1-3 (grudzień 2010-kwiecień 2015) | Australia, Wielka Brytania                        |
| Superman: Reign of Doomsday                                     | Zeszyty Steel (vol. 3) #1 (marzec 2011), Outsiders (vol. 4) #37 (kwiecień 2011), Justice League of America (vol. 2) #55 (maj 2011), Superman/Batman Annual #5 (czerwiec 2011), Superboy (vol. 5) #6 (czerwiec 2011), Action Comics (vol. 1) #900-904 (czerwiec-październik 2011) | Australia, Wielka Brytania                        |
| Thy Kingdom Come                                                | Zeszyty Justice Society of America (vol. 3) #7-22 (wrzesień 2007-luty 2009), Justice Society of America Annual (vol. 3) #1 (sierpień 2008), JSA Kingdom Come Special: Superman (styczeń 2009), Justice Society of America Kingdom Come Special: Magog (styczeń 2009) oraz Justice Society of America Kingdom Come Special: The Kingdom (styczeń 2009) | Niemcy                                            |

## Komiksy z WKKDC wydane wcześniej w Polsce
TM-SEMIC/FUN-MEDIA
| Tytuł                                      | Zawartość |
| ------------------------------------------ | --- |
| Superman: Man of Steel                     | Całość, zeszyty Superman #1-4 (grudzień 1990-marzec 1991)                                                          |
| Superman: The Death of Superman            | Fragment, zeszyty Superman #54-57 (maj-sierpień 1995), fragment z Superman #53 (kwiecień 1995)                     |
| JLA: Earth 2                               | Całość (luty 2003)                                                                                                 |
| Superman: Krisis of the Krimson Kryptonite | Fragment, pojedyncza historia z Superman #24 (listopad 1992), zeszyty Superman #25-26 (grudzień 1992-styczeń 1993) |

EGMONT
| Tytuł                                 | Zawartość |
| ------------------------------------- | --- |
| Green Arrow: Quiver, Part 1           | Całość, wydanie zbiorcze (sierpień 2003)                                                                                              |
| Green Arrow: Quiver, Part 2           | Całość, wydanie zbiorcze (listopad 2003                                                                                               |
| Batman: The Doom That Came to Gotham  | Fragment, wydanie zbiorcze (marzec 2004) (brak Batman: Gotham Knights #36)                                                            |
| Arkham Asylum                         | Całość, wydanie zbiorcze, (maj 2005 – wyd. I, sierpień 2015 – wyd. II)                                                                |
| Batman: Hush, Part 1                  | Fragment, wydanie zbiorcze (lipiec 2005) (ostatni zeszyt z wydania Eaglemoss był opublikowany w Batman: Hush, Part 2 wydania Egmontu) |
| Batman: Hush, Part 2                  | Całość, wydanie zbiorcze (sierpień 2006)                                                                                              |
| Swamp Thing, Part 1                   | Całość, dwuczęściowe wydanie zbiorcze (lipiec 2007, maj 2009), Saga o Potworze z Bagien #1 (kwiecień 2018)                            |
| Swamp Thing, Part 2                   | Całość, dwuczęściowe wydanie zbiorcze (lipiec 2007, maj 2009), Saga o Potworze z Bagien #1 (kwiecień 2018)                            |
| Batman & Son                          | Fragment, wydanie zbiorcze (czerwiec 2008)                                                                                            |
| Batman: The Man Who Laughs            | Całość, fragment z wydania zbiorczego Batman: Człowiek, który się śmieje (lipiec 2014)                                                |
| Identity Crisis                       | Fragment, brak Flash (vol. 2) #214-217 (kwiecień 2015)                                                                                |
| Lex Luthor: Man of Steel              | Całość, wydanie zbiorcze (październik 2015)                                                                                           |
| Batman: Birth of the Demon, Part 1    | Całość, wydanie zbiorcze (październik 2015)                                                                                           |
| Batman: Birth of the Demon, Part 2    | Całość, wydanie zbiorcze (październik 2015)                                                                                           |
| Batman/Superman/Wonder Woman: Trinity | Całość, wydanie zbiorcze (listopad 2015)                                                                                              |
| The New Frontier, Part 1              | Całość, wydanie zbiorcze (grudzień 2015)                                                                                              |
| The New Frontier, Part 2              | Całość, wydanie zbiorcze (grudzień 2015)                                                                                              |
| Superman/Batman: Public Enemies       | Całość, wydanie zbiorcze (styczeń 2016)                                                                                               |
| JLA: New World Order                  | Całość, fragment z JLA. Amerykańska Liga Sprawiedliwości #1 (styczeń 2016)                                                            |
| Catwoman: Selina’s Big Score          | Całość, wydanie zbiorcze Catwoman: Na tropie Catwoman (luty 2016)                                                                     |
| Catwoman: Trail of the Catwoman       | Całość, wydanie zbiorcze Catwoman: Na tropie Catwoman (luty 2016)                                                                     |
| Superman/Batman: Supergirl            | Całość, wydanie zbiorcze (marzec 2016)                                                                                                |
| Flashpoint                            | Całość, wydanie zbiorcze (czerwiec 2016)                                                                                              |

AXEL SPRINGER
| Tytuł                           | Zawartość                                                           |
| ------------------------------- | ------------------------------------------------------------------- |
| Superman/Batman: Public Enemies | Całość, zeszyty Dobry Komiks #34, 37, 39 (luty, kwiecień, maj 2005) |

MUCHA COMICS
| Tytuł                          | Zawartość                                   |
| ------------------------------ | ------------------------------------------- |
| Batman: Long Halloween, Part 1 | Całość, wydanie zbiorcze (październik 2013) |
| Batman: Long Halloween, Part 2 | Całość, wydanie zbiorcze (październik 2013) |
| Justice, Part 1                | Całość, wydanie zbiorcze (maj 2015)         |
| Justice, Part 2                | Całość, wydanie zbiorcze (maj 2015)         |